# Phasis macmasteri
Phasis macmasteri är en fjärilsart som beskrevs av Dickson 1968. Phasis macmasteri ingår i släktet Phasis och familjen juvelvingar. Inga underarter finns listade i Catalogue of Life.